# Крепјан
Крепјан (фр. Crespian) насеље је и општина у јужној Француској у региону Лангдок-Русијон, у департману Гар која припада префектури Ним.
По подацима из 2011. године у општини је живело 343 становника, а густина насељености је износила 43,36 становника/km². Општина се простире на површини од 7,91 km². Налази се на средњој надморској висини од 80 метара (максималној 279 m, а минималној 48 m).

## Демографија
| 1962. | 1968. | 1975. | 1982. | 1990. | 1999. | 2011. |
| ----- | ----- | ----- | ----- | ----- | ----- | ----- |
| 99    | 126   | 120   | 115   | 159   | 206   | 343   |

График промене броја становника у току последњих година